# Nuelles
Nuelles var en kommun i departementet Rhône i regionen Auvergne-Rhône-Alpes i östra Frankrike. Kommunen låg i kantonen Le Bois-d'Oingt som tillhör arrondissementet Villefranche-sur-Saône. Området som utgjorde den tidigare kommunen Nuelles hade 691 invånare år 2017.
Kommunen upphörde den 1 januari 2013, då den slogs samman med kommunen Saint-Germain-sur-l'Arbresle till den nya kommunen Saint-Germain-Nuelles.

## Befolkningsutveckling
Antalet invånare i kommunen Nuelles
| Referens: INSEE |